# آهنیدزور
آهنیدزور (به ارمنی: Ահնիձոր) یک روستا در ارمنستان است که در استان لوری واقع شده‌است. آهنیدزور در ۵۲ کیلومتری شمال‌شرق وانادزور، مرکز استان لوری واقع شده است.

## خصوصیات
آهنیدزور ۳۳۲ نفر جمعیت دارد و در ارتفاع ۱۵۰۰ متر بالاتر از سطح دریا قرار گرفته است.
| سال   | ۱۸۹۷ | ۱۹۲۶ | ۱۹۳۹ | ۱۹۵۹ | ۱۹۷۰ | ۱۹۷۹ | ۲۰۰۱ | ۲۰۰۴ |
| جمعیت | ۱۳۳  | ۳۱۱  | ۴۷۰  | ۳۶۴  | ۲۷۵  | ۲۱۰  | ۳۳۲  | ۲۴۰  |